# Rystor

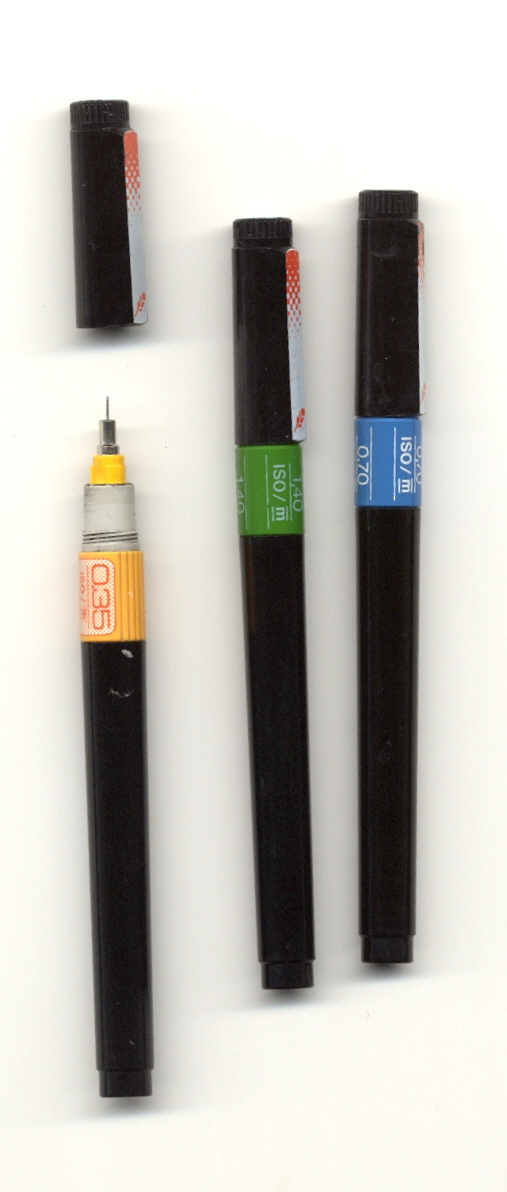
Rapidografy wyprodukowane przez firmę Rystor

„Rystor” – polskie przedsiębiorstwo produkujące artykuły kreślarskie, założone w roku 1968 w Bydgoszczy.
W ofercie firmy znajdują się artykuły piśmiennicze: cienkopisy, długopisy, markery oraz rapidografy. Firma ma zakład produkcyjny w Osielsku.
W latach 2005 i 2006 przedsiębiorstwo odnotowane było w „Gazelach Biznesu” – prowadzonym przez Puls Biznesu rankingu dynamicznie rozwijających się małych i średnich przedsiębiorstw.